# Pierre Sancan
Pierre Sancan, né le 24 octobre 1916 à Mazamet et mort le 19 octobre 2008 à Paris 15e,, est un compositeur, pianiste et professeur de piano français.

## Biographie
Il commence ses études musicales à l'École de musique de Meknès (Maroc), tout en étant champion du Maroc de basket-ball. Il est ensuite élève du conservatoire de Toulouse (1932-1934). En 1934, il entre au Conservatoire de Paris, où il étudie le piano avec Yves Nat, la fugue avec Noël Gallon, la composition avec Henri Büsser et la direction d'orchestre avec Charles Münch.
En 1943, il remporte le prix de Rome.
En 1951-1952, Pierre Sancan participe à une tournée Jeunesses Musicales Canada.
Il commença une belle carrière remarquée par le concerto en sol de Maurice Ravel. De nombreuses pièces pour pianistes débutants servent de base aux professeurs de piano (Pièces enfantines notamment, édition Rideau rouge).
Il enseigne le piano au Conservatoire national supérieur de musique de Paris de 1956, où il prend la succession d'Yves Nat, jusqu'en 1985. Sa conception de la technique pianistique, liée à des réflexions anatomiques, en font un professeur incontesté. Il a formé les plus grands pianistes français de la fin du XXe siècle, parmi lesquels Louis-Claude Thirion, Catherine Silie, Olivier Cazal, Abdel Rahman El Bacha, Jean-Efflam Bavouzet, Jean-Marc Savelli, Émile Naoumoff, Géry Moutier, Jean-Bernard Pommier, Jacques Rouvier, Jean-Philippe Collard, Olivier Gardon, Michel Béroff, Yves Henry, Thierry Huillet, Corinne Kloska, Alexandre Bodak, Marc Laforest, Jean-Francois Zygel, Roland France-Lanord, mais aussi le catalan Jordi Moraleda Perxachs, le suisse Jean-François Antonioli, le turc Selman Ada le franco-sénégalais Amadou Samba BA ou le vietnamien Dang Thai Son.
Atteint par la maladie d'Alzheimer, il prend sa retraite en 1985.

## Œuvres
- Ondine, opéra
- Reflets, ballet
- Commedia dell'Arte, ballet
- Les Fourmis, ballet
- Symphonie pour cordes
- Rapsodie pour trompette et piano, composée pour le concours du Conservatoire National Supérieur de Musique de Paris en 1970[5]
- Toccata pour piano (1943) (OCLC 634476871)
- Lamento et Rondo (saxophone et piano)
- Sonatine pour flûte et piano (1946)
- Sonatine pour hautbois et piano (1957)
- Concerto pour piano (1959)
- Sonatine pour clarinette et piano (1963), concours du Conservatoire National Supérieur de Musique de Paris. (à Monsieur Ulysse Delécluse, professeur au Conservatoire de Paris) édition Durand
- Trois Impressions, mélodies sur des poèmes de Francis Carco, éditions Durand, 1949. Dédiées à Ginette Guillamat, Irène Joachim et Jacques Jansen.

## Musique de film
Pierre Sancan est le compositeur de la musique du film Les Malheurs de Sophie (1946) et Olivia (1951).